# Rebelião de Rupununi
A Insurreição de Rupununi ou Rebelião de Rupununi foi um movimento separatista na região de Alto Tacutu–Alto Essequibo Começou o 2 de janeiro de 1969 no antigo Distrito de Rupununi, na atual região de Alto Tacutu-Alto Essequibo e foi contido 3 dias depois pelo exército da Guiana. A insurreição pretendeu criar um Comitê Provisório do Governo de Rupununi. Os rebeldes, em sua maioria habitantes ameríndios do área, solicitaram ajuda da Venezuela invocando sua nacionalidade venezuelana, mas nos últimos dias do governo presidido por Raúl Leoni, decidiu-se abster-se de apoiar o movimento. No entanto, o governo guianês do premiê Forbes Burnham acusou ao governo venezuelano de alentar com armas e dinheiro aos separatistas.

## Causas
Vários fatores econômicos, étnicos, políticos, jurídicos e estratégicos motivaram aos fazendeiros a iniciar o conflito. Durante a rebelião, Valerie Hart, o autonomeado Presidente do Estado Livre Essequibo, sugeriu que era um fator racial. Disse à imprensa em Caracas, Venezuela, que os rebeldes estavam procurando independência racial do que considerava políticas despóticas do governo central do premiê Forbes Burnham. Jimmy Hart, também em Caracas, explicou que a decisão dos rebeldes foi tomada após que o governo supostamente negou aos ganadeiros uma solicitação de 25 anos de arrendamento das terras que ocupam e seu temor a que os agricultores chegados de Jamaica e Barbados tomassem suas terras.
Numa declaração clara no curso da rebelião, Valerie Hart instou ao governo venezuelano a fazer valer seu legítimo reclamo não só sobre a região de Rupununi, e sim toda a região do Essequibo.

## Desenvolvimento

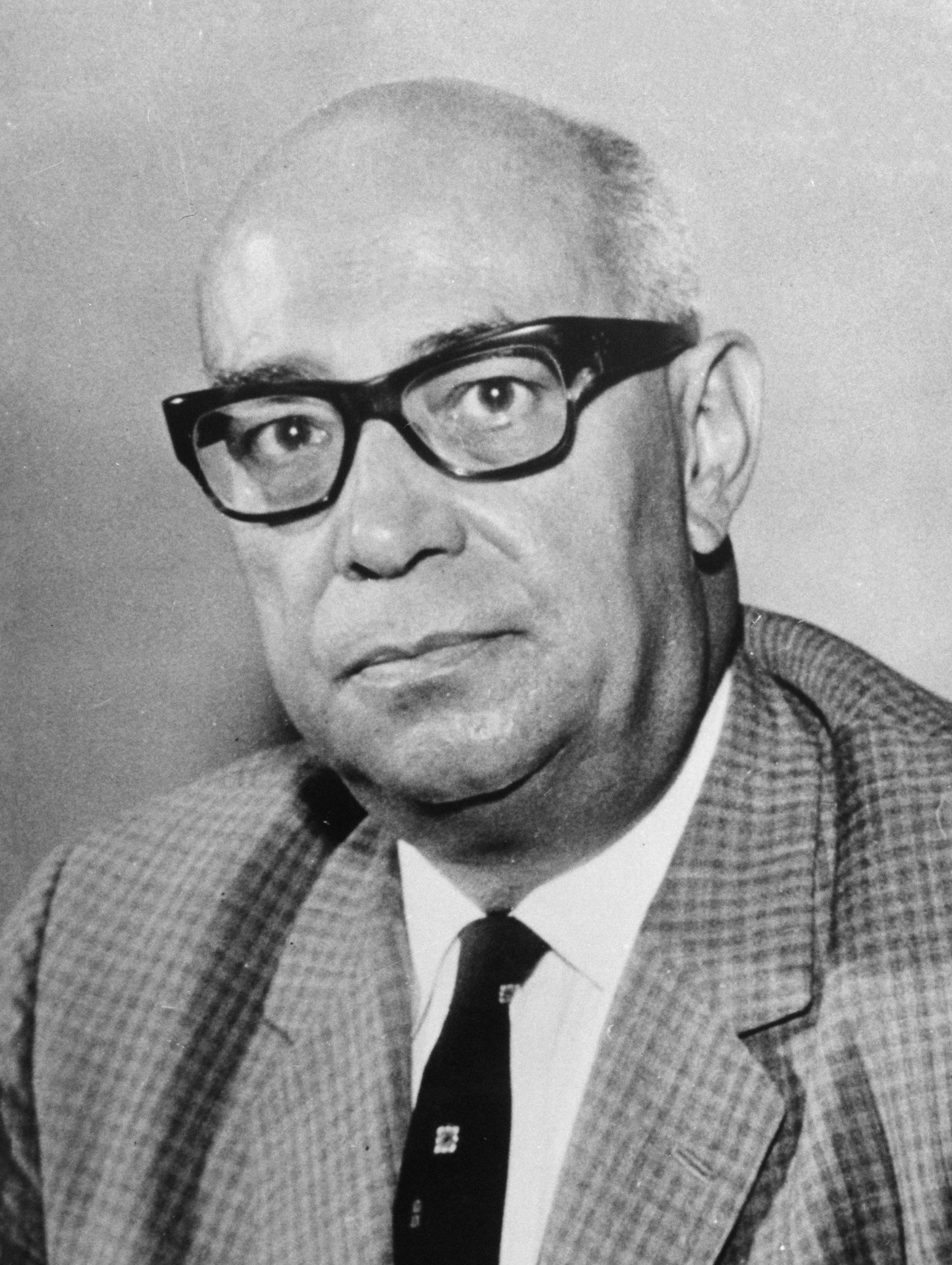
Raúl Leoni, Presidente da Venezuela 1964-1969.

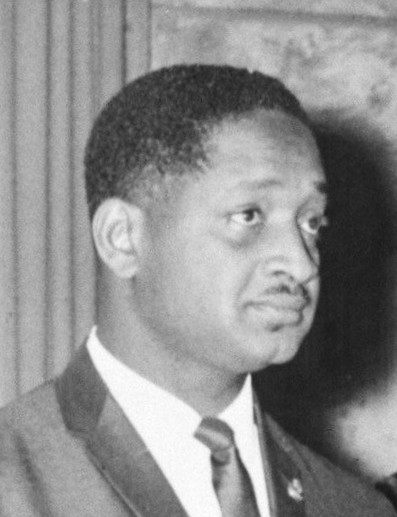
Forbes Burnham, Premiê da Guiana 1964-1980.

O 2 de janeiro de 1969 estourou a revolta no Distrito de Rupununi, um território de uns 58.000 km² formado por grandes savanas isoladas do resto de Guiana, onde os ameríndios da etnias lokono, macuxi e uapishana foram os principais protagonistas, basicamente fazendeiros e pecuaristas descontentamentos com o governo Guianês controlado por outros grupos étnicos (na costa de Guiana vivem asiáticos e negros, em Rupununi, predominam os indígenas).
Na manhã desse dia tomaram-se prisioneiros aos servidores públicos do governo guianês na região, tomaram-se os meios de comunicação -como rádios- e bloquearam as comunicações com a capital.
Descoberto o movimento, e ante a superioridade de armas e tropas das forças de Guiana, os líderes do movimento viram-se obrigados a retirar-se e procurar refúgio na Venezuela e no Brasil.
O 5 de janeiro de 1969 o governo venezuelano através de seu chanceler, Ignacio Iribarren Borges, recusou publicamente a petição da líder do movimento separatista, Valerie Hart, de ajudar aos rebeldes a anexar Rupununi a Venezuela. Nesse mesmo dia o chanceler de Guiana acusou a Venezuela ante a ONU de apoiar a revolta e tentar re-anexar o território.

## Consequências
- As Forças Guianesas controlaram a situação ao terceiro dia e atacaram as populações indígenas de Pirara e Annai, e outros focos da rebelião ameríndia.
- Teve um estimado dentre 70 e 100 mortos, em sua maioria da etnia Macuxi; 53 moradias indígenas foram incendiadas; teve denúncias de violações e torturas.
- 147 indígenas da etnias Macuxi e Uapishana foram detidos e condenados a penas dentre 1 e 3 anos; 326 reportaram ter sido golpeados.
- Venezuela concedeu a nacionalidade a 120 pessoas envolvidas na rebelião, e outorgou-lhes cédula de identidade venezuelana, além de localizá-los em 3 assentamentos no sul do estado Bolívar (San Ignacio de Yuruaní na Grande Sabana, A Churuata nas Claritas e San Martín de Turumbán, município Sifontes).[8]

## Reações internacionais
- O Governo de Brasil concentrou tropas na fronteira entre Roraima e Guiana e respaldou implicitamente a Guiana, ao anunciar sua promoção de respeito aos tratados internacionais.